# Apprentissage organisationnel
 (avril 2013).
L’apprentissage organisationnel, aussi appelé phase de création des connaissances est un processus collectif de développement et de modification des connaissances (aussi bien tacites qu’explicites) au sein d’une organisation, qui intervient dans les processus de gestion des connaissances. Elle se développe de différentes manières : observation, imitation, expérimentation, etc., de la concurrence, de l’environnement ou directement à l’intérieur de l’entreprise. Cet apprentissage est donc réalisé de manière sociale à travers diverses interactions, ou bien de manière individuelle. Une fois les connaissances acquises et afin qu’elles persistent dans l’organisation il s’agit de les stocker. On parle alors de mémoire organisationnelle.
L'objectif de l'apprentissage organisationnel est, pour l'entreprise, d'améliorer l'efficacité de son action collective, de revoir de manière continue son organisation, et par conséquent être plus réactive et performante.

## La place de l'apprentissage organisationnel
La connaissance possède son propre cycle de vie. Il peut être décomposé en 4 étapes :
- Génération des connaissances
- Stockage des connaissances (Mémoire organisationnelle)
- Diffusion des connaissances (Transfert de connaissances)
- Application des connaissances

Les deux premières étapes sont très liées et peuvent être rassemblées en une seule étape Création. L'apprentissage organisationnel correspond à la première étape, celle de génération des connaissances.

## Différentes définitions
Étant donné la complexité du sujet, les auteurs ou économistes concernés ont chacun des visions différentes de l’apprentissage organisationnel, ce qui nous amène donc à plusieurs définitions de ce terme.
Selon l'étude de 2005, la routine comme un modèle d’activité répétitif pour une entreprise, ainsi qu’à une compétence individuelle. Cette organisation est ainsi dotée d'un ensemble de réponses, dans lequel chacun pourra piocher, ce qui montre déjà un certain savoir-faire. Théoriquement, le fait de pouvoir générer une réponse automatiquement en fonction d’une situation donnée serait évidemment parfait, mais la limite cognitive de l’homme et la complexité des interactions entre les individus ne permettent pas une telle chose. C’est pourquoi, pour survivre, une firme doit disposer de routines efficaces pour faire face aux changements de son environnement. Ces routines elles-mêmes proviennent d’un ensemble d’apprentissages qui finissent par consolider des formes de réponses qui incluent de larges domaines de connaissances tacites ;
Per-Erik Ellström (en), intellectuel suédois, professeur d'éducation à l’université de Linköping, considère que l’apprentissage organisationnel est tout simplement l'ensemble des changements qui peuvent survenir dans des routines et procédures, structures, technologies, etc. amenés par l’apprentissage de chacun ou les processus de résolution de problème.
D’après Kœnig, l’apprentissage organisationnel serait la création d’une nouvelle compétence établie par plusieurs membres d’une organisation, amenant à modifier la gestion de la situation actuelle de l’entreprise.

## Différents niveaux de l'apprentissage organisationnel
On peut considérer plusieurs niveaux d’apprentissage organisationnel. On distingue l’apprentissage simple boucle de l’apprentissage double boucle.

### Apprentissage simple boucle d'adaptation
On parle d’apprentissage d’adaptation.
Dans ce niveau, les membres de l’organisation utilisent les connaissances acquises dans l’entreprise, des solutions connues pour traiter des situations semblables à celles ayant déjà pu être rencontrées. C’est une boucle répétitive. L’individu reproduit des décisions en fonction de précédents résultats jugés satisfaisants, et se place donc dans une routine. S’il n’y a pas de problème déjà traité identique au problème en question, il y a alors adaptation (toujours en se basant sur ce que l’on sait). Les résultats obtenus sont aléatoires selon le cas.

### Apprentissage double boucle d'exploration
On parle d’apprentissage d’exploration.
Les membres de l’organisation utilisent non seulement les connaissances déjà présentes, mais vont venir de plus modifier les habitudes de travail. Cela se passe lorsqu’il n’y a aucune situation déjà traitée qui ne convienne au problème présent, lorsque les normes acquises ne permettent plus de répondre à la nouvelle situation. Ce niveau d’apprentissage consiste donc à modifier le schéma cognitifs . Il y a une vraie réflexion de la part des membres sur leur travail. On modifie la façon de penser. Les résultats produits sont incertains. C'est dans ce contexte qu'intervient l'apprentissage organisationnel.
De nos jours, les entreprises travaillent dans un environnement dynamique, où il est vital de s'améliorer constamment. C'est dans cette optique que l'apprentissage double boucle est important, en collectant les feedbacks des solutions envisagées, tester les hypothèses et ajuster si besoin. Selon Donald Schön et Chris Argyris, l’apprentissage double boucle est le seul à produire des effets
long terme sur l’organisation, et se développe souvent dans des situations de crise.
Selon FIOL et LYLES, les deux niveaux d'apprentissage peuvent être perçus de cette façon :
|                  | APPRENTISSAGE SIMPLE BOUCLE                                                                                     | APPRENTISSAGE DOUBLE BOUCLE |
| ---------------- | --- | --- |
| Caractéristiques | - fondé sur des routines - à l’intérieur de structures existantes                                               | - fondé sur des processus cognitifs, en dehors des routines - objectif de changement des règles et des routines                                    |
| Résultats        | - contexte simple - changement de niveau de comportement ou de performance - capacité de résolution de problème | - contexte complexe - changement des cadres de référence mentaux - développement de nouveaux mythes, de nouvelles histoires, de nouvelles cultures |

## Les outils de l'apprentissage organisationnel
L’apprentissage organisationnel passe également par l’utilisation d’outils, plus particulièrement les outils en commun. C’est le cas par exemple des Ateliers de Génie Logiciel (AGL), qui viennent modifier la façon d’apprendre.
Il y a également un apprentissage organisationnel dans la mesure où il y a réutilisation des mêmes librairies, des bibliothèques logicielles. Cela modifie la façon de travailler des développeurs dans ce cas-là.